# 大橋薫 (社会学者)
大橋 薫（おおはし かおる、1922年（大正11年）4月29日 – ） は、日本の社会学者。明治学院大学名誉教授。社会病理学、都市社会学を主たる専門とする。明治学院大学社会学部長、日本社会病理学会、家族問題研究会の各会長などを歴任。

## 来歴
研究者として
社会病理学では社会解体論的、社会偏倚論的方針に立脚し、家族病理、社会病理の視点から研究を行う。また都市社会学においてはシカゴ学派の影響を受ける。
研究対象は家族、アルコール中毒、被差別部落、売春婦、やくざなど多岐にわたり、高知市や大阪市で行った調査活動への評価は高い。一方その社会病理学の方法については、学問領域としての社会病理学それ自体と併せて批判もある。
経歴
福島県田島町出身で、会津中学、浦和高校を経て1942年（昭和17年）に東京帝大へ進む。翌年に学徒出陣し、石垣島で終戦を迎える。階級は陸軍少尉。
復学後東京大学文学部、同大学院で社会学を専攻し、大学院退学後大阪市立大学に講師として採用され、家政学部助教授に進む。明治学院大学の社会福祉学系大学院開設に際して招聘を受け、文学部助教授、教授を経て1966年（昭和41年）に社会学部教授となる。担当は社会病理学。大学闘争（大学紛争）時には学部長として事態収拾に努める。研究者生活の晩年は聖徳大学設置準備委員を経て同教授。講義を行った大学、短大は東京大学、大阪大学、東北大学ほか30以上を数える。
学会では 日本社会病理学会、家族問題研究会の各会長のほか、 日本社会学会、日本都市学会、日本教育社会学会、日本犯罪社会学会、自殺予防学会などで理事、評議員を、政府組織にあっては、総理府同和対策審議会、文部省学術審議会、法務省矯正保護審議会の各専門委員、委員を歴任。地方自治体では東京都、茨城県、山梨県、尼崎市、川崎市などで社会福祉委員会、同和対策審議会などの委員であった。

## 著書
単著
- 『都市の社会病理』高知市、1959年（誠信書房 1960年）[* 2]
- 『都市の下層社会』誠信書房、1962年（改訂増補版 1965年）
- 『改訂増補 都市の社会病理』誠信書房、1965年
- 『家族社会学』川島書店、1966年
- 『都市の社会病理』誠信書房、1966年
- 『都市病理の構造』川島書店、1972年[* 3]
- 『都市生活の社会学』川島書店、1973年
- 『家族病理学 – 基本テキスト』有斐閣双書、1975年
- 『社会病理学研究』誠信書房、1976年
- 『都市病理の社会学』垣内出版、1976年
- 『社会病理学 基本的テキスト』有斐閣双書、1979年
- 『都市病理の社会学』垣内出版、1980年
- 『地方中核都市の社会病理』川島書店、1982年
- 『家族病理の社会学』垣内出版、1983年

共著
- 『社会病理学』誠信書房、1966年（大藪寿一）
- 『都市社会学』川島書店、1972年（近江哲男）
- 『現代社会病理学』川島書店、1973年（大藪寿一、四方寿雄）
- 『家族病理学』有斐閣、1974年（四方寿雄,光川晴之）
- 『現代教育社会学講座１ 現代教育の診断』東京大学出版会、1975年（清水義弘、山村健）
- 『家族社会学 現代家族の実態と病理』川島書店、1976年（増田光吉）
- 『概説社会病理学』川島書店、1977年（四方寿雄、大藪寿一）
- 『都市病理研究 – 複合都市北九州市を中心に』川島書店、1978年（近沢敬一）
- 『都市社会学 都市の社会と病理入門』川島書店、1980年（近江哲男）
- 『片親家族における児童福祉に関する国際比較研究』資生堂社会福祉事業財団、1981年（福田垂穂、西村洋子）
- 『地方都市の社会病理 福岡市を対象として』垣内出版、1985年（内海洋一）
- 『戦後沖縄の社会変動と家族問題』アテネ書房、1989年（新崎盛暉）
- 『現代の社会病理 1』日本社会病理学会編集委員会、1991年
- 『戦後広島の都市診断 社会学的・社会病理学的立場から』ミネルヴァ書房、1991年（林雅孝、八木佐市）
- 『地方大都市の都市問題 10年後にみる北九州市の変容と条件』多賀出版、1991年（保井田進）
- 『海女部落の変貌 地域社会学的研究』森幸雄、田上喜美、大橋純一、下山昭夫共著 垣内出版、1994年
- 『旧産炭地の都市問題 筑豊・飯塚市の場合』多賀出版、1998年（平兮元章、内海洋一）

編纂
- 『社会病理学事典』誠信書房、1968年（那須宗一、大藪寿一、仲村祥一）
- 『社会病理学用語辞典』四方寿雄・大薮寿一・中久郎共編 学文社、1973年
- 『社会病理学入門』細井洋子,高橋均共編 学文社、1978年 有斐閣双書、1986
- 『アルコール依存の社会病理』星和書店、1980年[* 4]
- 『福祉国家にみる都市化問題』垣内出版、1984年